# Лина Хийди
Лина Хийди (на английски: Lena Kathren Headey) е английска актриса от Бермудските острови. Номинирана е за награда на БАФТА, „Сателит“, „Златен глобус“, пет награди „Еми“ и седем награди „Сатурн“. Известни филми с нейно участие са „Остатъците от деня“, „Онегин“, „Братя Грим“, „300“, „300: Възходът на една империя“, сериалите „Терминатор: Хрониките на Сара Конър“, „Игра на тронове“ и други.

## Биография
Лина Хийди е родена на 3 октомври 1973 г. в Хамилтън, Бермудски острови, в семейството на Джон и Сю Хийди. Баща ѝ е полицай. Когато е на петгодишна възраст, цялото ѝ семейство се премества да живее в английския град Хъдърсфийлд в графство Западен Йоркшър.
Лина показва интерес към актьорството от юношеските си години и играе в местна младежка театрална трупа. Тя учи в Шели колидж, Западен Йоркшър. Когато е на седемнадесет години участва в представление на Шели колидж в Кралския национален театър в Лондон, където е забелязана от холивудски филмов агент, след което ѝ е предложена роля във филма „Waterland“ (1992).
През 2007 г. се омъжва за музиканта Питър Лоугран. Лина и Питър имат един син на име Уили роден през 2010 г. Двойката се разделя през 2011 г., а през 2013 г. се развеждат официално.
Лина Хийди е вегетарианка. В интервю през 2011 г. казва, че си позволява да яде и месо, но изключително рядко. Хийди практикува бокс и йога. Тя е защитник за правата на животните и си сътрудничи с организацията за защита на животните PETA.
От петнадесетгодишна възраст е диагностицирана с клинична депресия.

## Кариера
Известни филми с участието на Хийди са: „Книга за джунглата“ (1994), „Мерлин“ (1998), „Онегин“ (1999), „Клюки“ (2000), „Абърдийн“ (2000), „Братя Грим“ (2005). Изиграва главната женска роля във филма „300“ (2007), където се въплъщава в образа на Горго, съпругата на цар Леонид I. През 2008 г. се снима в „Терминатор: Хрониките на Сара Конър“, където играе ролята на Сара Конър.
През 2010 година влиза в ролята на Церсей Ланистър в сериала „Игра на тронове“.

## Избрана филмография

### Филми
- 1993 – „Остатъците от деня“ (The Remains of the Day)
- 1994 – „Книга за джунглата“ (Rudyard Kipling's The Jungle Book)
- 1999 – „Онегин“ (Onegin)
- 2000 – „Клюки“ (Gossip)
- 2000 – „Абърдийн“ (Aberdeen)
- 2002 – „Царството на спомените“ (Possession)
- 2002 – „Играта на Рипли“ (Ripley's Game)
- 2005 – „Братя Грим“ (The Brothers Grimm)
- 2005 – „Пещерата“ (The Cave)
- 2005 – „В един миг“ (Imagine Me & You)
- 2007 – „300“ (300)
- 2012 – „Дред“ (Dredd)
- 2013 – „Чистката“ (The Purge)
- 2013 – „Реликвите на смъртните: Град от кости“ (The Mortal Instruments: City of Bones)
- 2014 – „300: Възходът на една империя“ (300: Rise of an Empire)
- 2016 – „Гордост и предразсъдъци и зомбита“ (Pride and Prejudice and Zombies)

### Телевизия
- 1998 – „Мерлин“ (Merlin)
- 2008 – 2009 – „Терминатор: Хрониките на Сара Конър“ (Terminator: The Sarah Connor Chronicles)
- 2011 – 2019 – „Игра на тронове“ (Game of Thrones)
- 2018 – 2019 – „Възходът на костенурките нинджа“ (Rise of the Teenage Mutant Ninja Turtles) (глас)